# Miguel Gallardo Vera
José Miguel Gallardo Vera (Granada, España; 29 de septiembre de 1949 - Madrid, España; 11 de noviembre de 2005), más conocido artísticamente como Miguel Gallardo, fue un cantautor, músico y productor español, uno de los cantantes españoles de más éxito en los años 70 y 80.

## Trayectoria artística
Miguel Gallardo nació en Granada, España, y a los ocho años se trasladó con su familia a vivir a Barcelona. Terminando la adolescencia ingresó en la Universidad de Ingeniería Técnica de Villanueva y Geltrú, estudiando simultáneamente solfeo, guitarra y piano en el Conservatorio de Música de Barcelona. 
Comienza en la música en conjuntos musicales de Barcelona como Los Kifers a finales de los años 60, incluso llega a ensayar unos meses con Los Sírex. Su carrera discográfica comienza en Barcelona como compositor de otros artistas: Grupo Imagen, 5 Chics y Los Amaya, con el gran apoyo de Tony Ronald. Como cantante, sus primeros dos sencillos los lanzó bajo el nombre Eddy Gallardo en 1970 y 1971, respectivamente. En 1972 y 1973, lanza otros dos sencillos más, esta vez con el nombre Miguel Gallardo, el cual utilizaría el resto de su carrera. Durante 1974 lanza primeros sencillos que destacaron en el mercado, Recordando a Glenn y Quédate, canción inspirada en el poema Farewell, de Pablo Neruda, con la que logra su primer número uno en España, para luego lanzar en 1975 su primer álbum: titulado Autorretrato.
En 1976 lanza su primer gran éxito, Hoy tengo ganas de ti, y luego, en este mismo año, lanza su segundo álbum, 2, convirtiéndose en el primer artista español en ser distribuido por el sello EMI-Harvest. A partir de este momento, se consolida en el mercado hispanoamericano. Temas como Hoy tengo ganas de ti —el cual ha alcanzado más de dos millones en ventas y que ha sido versionado en otras lenguas como francés, inglés, portugués, chino, finlandés, húngaro, griego— fue prácticamente la carta de presentación de Miguel Gallardo en México, siendo un éxito rotundo y muy popular en las estaciones de radio. Otro ocupa mi lugar, Gorrión, Y tú dónde estás, Saldré a buscar el amor, entre otras canciones, ratifican su éxito.
En la década de los ochenta, lanzó varios álbumes que alcanzaron discos de oro y platino en la mayoría de países de habla hispana. Destacan canciones como Y apago la luz, Corazón, Tu amante o tu enemigo, Muchachita y Corazón viajero. Durante este período hizo continuas giras por España e Hispanoamérica, actuando en lugares tan emblemáticos como el XXVI Festival Internacional de la Canción de Viña del Mar, de Chile, en 1985; el Madison Square Garden y Radio City de Nueva York, y el Greek Theatre, de Los Ángeles (California).
A finales de 1988, lanza su álbum América, grabado en Los Ángeles. En febrero de 1990, fue nominado a los Premios Grammy por América. En 1990 recibe el Premio ACE (Asociación de Críticos del Espectáculo) de Nueva York, como el mejor cantante latino. El disco 1 + 1 = 3 fue lanzado al mercado a finales de 1990, fue su último álbum. 
Hacia mediados de la década de 1990, crea su propia editorial y productora musical denominada Veramusic, dedicada a buscar y lanzar nuevos compositores, autores e intérpretes. En junio de 1999, recibió de Sony ATV Music Publishing un Disco de Diamante por las ventas del catálogo de Veramusic en sus tres primeros años de existencia, en los cuales cuenta con canciones grabadas por artistas como Azúcar Moreno, Sergio Dalma, Los Del Río, Alejandra Guzmán, Valeria Lynch, Lucero, Greta y los Garbo, Manuel Mijares, Missiego o David Bustamante, entre otros. En julio de ese mismo año, recibió otro Disco de Diamante, por las ventas de las canciones escritas por Miguel Gallardo en esos años. También produjo el álbum P'alante, de Los del Río, Nueva vida de Sergio Dalma, varios de Azúcar Moreno, Ángela Muro, Alfredo y Bruno, Pablo Bicho, Nanay, canciones de Ana Torroja, Ana Belén, Greta y Los Garbo, entre otros.
Falleció el 11 de noviembre de 2005 en la Clínica Anderson de Madrid, a la edad de 56 años, donde estaba ingresado a consecuencia de un cáncer que, según fuentes, se originó en uno de sus riñones.

## Discografía
| Título                 | Discográfica | Año  |
| ---------------------- | ------------ | ---- |
| Autorretrato           | Harvest      | 1975 |
| Miguel Gallardo 2      | EMI          | 1976 |
| Desnúdate              | EMI          | 1977 |
| Por un poco de ti      | EMI          | 1979 |
| Sígueme                | Ariola       | 1980 |
| A mi próximo amor      | Ariola       | 1982 |
| Tu Amante o Tu Enemigo | RCA          | 1984 |
| Corazón viajero        | RCA          | 1985 |
| Dedicado               | RCA          | 1987 |
| América                | Polygram     | 1988 |
| 1 + 1 = 3              | Philips      | 1990 |